# كراسيمير ديميتروف
كراسيمير ديميتروف (بالبلغارية: Красимир Димитров)‏ هو لاعب كرة قدم بلغاري في مركز الوسط، ولد في 5 نوفمبر 1971 في بلوفديف في بلغاريا. لعب مع ليفسكي صوفيا ونادي بوتيف بلوفديف ونادي لوكوموتيف بلوفديف ونادي ماريتسا بلوفديف.

## وصلات خارجية
- كراسيمير ديميتروف على موقع قاعدة بيانات كرة القدم.إي يو (الإنجليزية)